# 3413 Andriana
3413 Andriana је астероид главног астероидног појаса чија средња удаљеност од Сунца износи 2,252 астрономских јединица (АЈ).
Апсолутна магнитуда астероида је 13,4.